# Кравченко, Михаил Фёдорович
Михаил Фёдорович Кравченко (1952, Каменск-Уральский — 2011, Каменск-Уральский) — советский спортсмен-мотогонщик, двукратный чемпион СССР по спидвею на льду в классе мотоциклов 125 см³, пять раз становился серебряным призёром и дважды бронзовым призёром чемпионата СССР по мотогонкам на льду в классе мотоциклов 125 см³; чемпион СССР по шоссейно-кольцевым мотогонкам в классе мотоциклов 125 см³ «А» 1975 года, четырёхкратный серебряный призёр чемпионата СССР по шоссейно-кольцевым гонкам в классах 125 см³ «А», 175 см³ «Б»; многократный победитель и призёр чемпионата РСФСР и Вооружённых Сил; мастер спорта СССР.

## Биография
Михаил Кравченко родился 3 августа 1952 года в городе Каменске-Уральском Свердловской области, окончил там восьмилетнюю школу № 32, профессиональное техническое училище и в 1971 году ушёл в армию, службу проходил в Группе Советских Войск в Германии (ГСВГ), через полгода службы был зачислен в СКА ГСВГ, по истечении двух лет срочной службы остался на сверхсрочную и служил до 1980 г.
Умер 17 апреля 2011 года в г. Каменске-Уральском.
В октябре 2016 г. на МБОУ СОШ номер 32 г. Каменска-Уральского была установлена мемориальная доска памяти М.Ф. Кравченко.

## Спортивная карьера
Уже в школьные годы Кравченко упорно занимался спортом: становился победителем и призёром городских соревнований по лыжным гонкам, а при достижении 15 лет начал заниматься в Каменск-Уральском городском мотоклубе ДОСААФ, под руководством почётного мастера спорта СССР Вячеслава Павловича Чупина и заслуженного тренера РСФСР Владимира Васильевича Друзя. Через год Кравченко уже стал чемпионом области по мотокроссу среди юношей и ему было присвоено звание кандидата в мастера спорта СССР. В 1968 году Кравченко был зачислен в сборную команду РСФСР по мотогонкам. Далее, во время службы в армии за достижения в спорте он был зачислен в сборную команду СССР, с успехом выступал на всесоюзных соревнованиях по шоссейно-кольцевым мотогонкам в классе мотоциклов 125 см³ «А», мотогонкам на льду в классе мотоциклов 125 см³, ипподрому, спидвею по гаревой дорожке и мотоциклетному кроссу.
В разное время представлял клубы: СКА ГСВГ (ГДР), РСФСР. Белорусская ССР, Украинская ССР, Каменск — Уральский мотоклуб.
Спортивную карьеру окончил в 1989 году.

### Шоссейно-кольцевые мотоциклетные гонки
Чемпионат СССР по шоссейно — кольцевым мотоциклетным гонкам проходил в четыре этапа, на четырёх совершенно разных трасса Риги, Вильянди и Таллина.
Первый этап проходил в Риге (Латвийская ССР) на участке трассы «Бикерниеки» протяжённостью 3850 метров, называемом «Кольцо мастерства» (от 20 до 28 кругов). Второй этап проходил так же в Риге, на трассе «Бикерниеки», на участке «Большое кольцо» протяжённостью 5495 метров, который включал в себя значительную часть «Кольца мастерства» (от 11 до 21 круга). Третий этап проходил в г. Вильянди (Эстонская ССР) на трассе «Вана — Выйду» протяжённостью 4750 метров. Четвёртый, заключительный этап проходил в г. Таллине (Эстонская ССР) на трассе «Пирита», протяжённостью 6000 метров (от 6 до 19 кругов в зависимости от класса мотоциклов).
Каждый этап чемпионата ставил перед пилотами разные задачи: трассы сильно отличались одна от другой по количеству крутых поворотов и прямых, скоростных участков, что в свою очередь влияло на способ и характер прохождения трассы, а зачастую и вынуждало спортсменов вносить изменения в конфигурацию мотоциклов. Так «Кольцо мастерства» (Рига) имело только один прямой участок (старт — финиш) и состояло в основном из поворотов разных радиусов, что требовало от спортсменов умения скоростного прохождения виражей и не позволяло наращивать преимущество в гонке за счёт сильного мотора. Трасса третьего этапа «Вана — Выйду» (Вильянди), напротив имела всего три крутых поворота и состояла по большей части из скоростных участков, трасса с такой проектировкой позволяла пилотам максимально использовать скоростные возможности своих мотоциклов. Финал чемпионата СССР по ШКМГ проходил на трассе «Пирита» (Таллин), эта трасса считалась универсальной из-за множества скоростных участков и большого количества поворотов с различными радиусами, что в свою очередь так же требовало от гонщиков универсальной техники ведения мотоциклов Иными словами, такой расклад характеристик трасс позволял выходить в лидеры чемпионата только специалистам «широкого профиля»: спортсменам, которые могут добиваться успеха на скоростных трассах так же как на трассах требующих мастерства управления мотоциклом на виражах.
М. Кравченко выступал в классе мотоциклов 125 см³, который делился на классы «А» и «Б». «А» класс — специально разработанные заводами модели гоночных мотоциклов ограниченной серии, а также некоторые модели доработанные самими спортсменами; «Б» класс — спортивные мотоциклы серийного производства. Кравченко выступал в классе «А».
По регламенту соревнований победитель в личном зачете определялся по результатам трёх лучших этапов, 8-10 августа 1975 года в Таллин прибыло более 200 спортсменов, что бы завершить спор за высшие ступени пьедестала почёта в разных классах. В классе 125 см³ «А» М. Кравченко вышел на старт финального этапа чемпионата СССР по шоссейно-кольцевым мотоциклетным гонкам уже в ранге досрочного чемпиона

### Спортивные достижения
- Чемпион СССР по шоссейно-кольцевым мотоциклетным гонкам в классе мотоциклов 125 см³; (личный зачёт класс «А», 1975 год г. Таллин);[9][10]
- Четырёхкратный серебряный призёр чемпионата СССР по шоссейно-кольцевым гонкам (1974; 1976 − см³ «А», 175 см³ «Б»; 1978 — класс 175 см³ «Б», г.г.)[11][12][13]
- Двукратный чемпион СССР по ледовому спидвею в классе мотоциклов 125 см³ ;[14]
- Пятикратный серебряный призёр чемпионата СССР по ледовому спидвею в классе мотоциклов 125 см³;[15][16][17][18][19]
- Двукратный бронзовый призёр чемпионата СССР по ледовому спидвею в классе мотоциклов 125 см³;[20]
- Многократный победитель и призёр чемпионата РСФСР по ледовому спидвею в классе мотоциклов 125 см³.